# Jimmy Hampson
James „Jimmy“ Hampson (* 23. März 1906 in Little Hulton; † 10. Januar 1938 in Fleetwood) war ein englischer Fußballspieler.

## Sportlicher Werdegang
Hampson begann mit dem Fußballspielen bei Walkden Park, 1925 schloss der Stürmer sich dem FC Nelson in der Third Division North der Football League an. Hier avancierte er zu einem regelmäßigen Torschützen. Nachdem er in seiner ersten Saison beim Klub in drei aufeinander folgenden Spielen einen Hattrick erzielt und somit auf insgesamt 13 Saisontore kam, gelangen ihm in der Spielzeit 1926/27 in 35 Meisterschaftsspielen 23 Saisontore.
Im Oktober 1927 wechselte Hampson für 1000 Pfund Sterling zum FC Blackpool in die  Second Division, wo er den erst kurz zuvor verpflichteten Horace Williams verdrängte. In seiner Debütsaison erzielte er 31 Saisontore und war somit einer der Garanten für den Klassenerhalt mit einem Punkt Vorsprung auf dem vom FC Fulham belegten 21. Tabellenplatz. In der Spielzeit 1928/29 war er noch erfolgreicher, mit 40 Saisontoren krönte er sich zum Torschützenkönig und der Klub erreichte den achten Tabellenrang. In der Folge versuchten mehrere Klubs aus der First Division erfolglos, ihn abzuwerben. In der Spielzeit 1929/30 toppte er mit 45 Treffern seine Bilanz des Vorjahres und wiederholte damit den Gewinn des Torschützenkönigtitel, mit drei Punkten Vorsprung auf den FC Chelsea stieg der Klub zudem als Zweitligameister in die höchste Spielklasse auf. Obwohl der Klub in der Erstliga-Saison 1930/31 125 (!) Gegentore kassierte, schaffte er auch dank der 31 Saisontore von Hampson auf dem letzten Nicht-Abstiegsplatz den Klassenerhalt. Dabei führte ihn diese Torgefahr auch in die englische Nationalmannschaft, für die er im Oktober 1930 beim 5:1-Erfolg gegen Irland als Spieler sowie Torschütze debütierte. Er kam jedoch an Dixie Dean nicht vorbei und sollte daher trotz seiner Torgefahr bis zu seinem letzten Auftritt im Dezember 1932 gegen Österreich nur zu drei Länderspielen kommen – in jedem dieser Auswahlspiele gehörte er zu den Torschützen, insgesamt erzielte er fünf Tore für die „Three Lions“.
Am Ende der Spielzeit 1932/33 stieg Hampson mit dem FC Blackpool trotz seiner 18 Saisontreffer aus der höchsten Spielklasse ab, zeitweise war er dabei hinter Phil Watson nur noch zweite Wahl als Mittelstürmer und musste als Außenstürmer agieren. Nachdem er zeitweise verletzt war und anschließend nicht zu alter Form fand, wurde er während der Spielzeit 1934/35 zeitweise nicht mehr berücksichtigt und galt als Verkaufskandidat. Der Schotte Bobby Finan etablierte sich als Mittelstürmer, als oftmals daneben spielenden Innenstürmer eingesetzt erzielte Hampson bei der mit dem Wiederaufstieg endenden Spielzeit 1936/37 16 Saisontore.
Bei einer Schifffahrt im Januar 1938 kollidierte die Yacht Defender, auf der sich Hampson befand, mit einem Trawler. Dabei ging Hampson über Bord, sein Körper wurde nicht gefunden und er für tot erklärt. Bis zu seinem Tod hatte er für den FC Blackpool 361 Meisterschaftsspiele, davon 136 in der First Division, bestritten und dabei 248 Tore, davon 77 in der höchsten Spielklasse, erzielt.